# Emil von Czettritz und Neuhaus

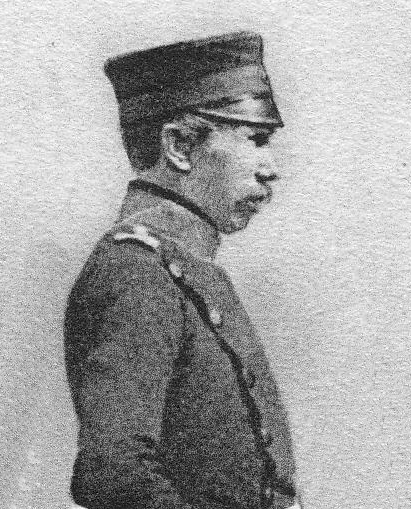
Emil von Czettritz und Neuhaus

Emil Freiherr von Czettritz und Neuhaus (* 4. Dezember 1801 in Artern/Unstrut; † 4. November 1887 in Münster) war ein preußischer Generalleutnant.

## Leben

### Herkunft
Emil entstammte dem Adelsgeschlecht von Czettritz. Er war der Sohn des späteren preußischen Generalmajors Karl Heinrich von Czettritz und Neuhaus (1773–1865) und dessen Ehefrau Theodora Verona Christiane Karoline, geborene Drosihn († 1806).

### Militärkarriere
Czettritz trat am 1. Juni 1817 in das 11. Husaren-Regiment der Preußischen Armee ein. Dort wurde er im Januar 1822 zum Sekondeleutnant befördert. Zur weiteren Ausbildung kommandierte man Czettritz von 1831 bis 1834 zur Allgemeinen Kriegsakademie. Nach seiner Rückkehr wurde er am 14. Januar 1835 Premierleutnant und versah weiter Truppendienst in seinem Regiment, bis Czettritz von Mitte Mai 1839 bis Dezember 1841 zum topografischen Büro des Generalstabs nach Berlin kommandiert wurde. Mit seiner Beförderung zum Rittmeister erfolgte am 11. Januar 1842 auch seine Ernennung zum Eskadronchef. Nach zwei Jahren wurde Czettritz in den Generalstab versetzt, wo er bis Ende Dezember 1849 verblieb, um dann kurzzeitig als stellvertretender Chef des Generalstabs des II. Armee-Korps verwendet zu werden. Vom 23. März 1850 bis 12. Januar 1853 war Czettritz als Stabsoffizier im 6. Ulanen-Regiment tätig. Anschließend erhielt er das Kommando über das 8. Ulanen-Regiment und wurde in dieser Stellung am 22. März 1853 zum Oberstleutnant sowie am 13. Juli 1854 zum Oberst befördert. Als solcher war Czettritz ab 25. September 1855 Kommandeur des 7. Ulanen-Regiments. Unter Stellung à la suite des 2. Garde-Ulanen-Regiments wurde Czettritz am 19. Februar 1857 von diesem Kommando entbunden und zum Kommandeur der 1. Garde-Kavallerie-Brigade ernannt. Ab 18. März 1858 fungierte er kurzzeitig als Kommandant von Breslau und wurde am 22. Mai 1858 zum Generalmajor befördert sowie zum Kommandeur der 10. Kavallerie-Brigade in Posen ernannt. Am 10. Mai 1861 wurde er mit der Führung der 4. Division beauftragt. Am 23. Juli 1861 nahm Czettritz seinen Abschied, erhielt am 18. Oktober 1861 den Charakter als Generalleutnant und wurde schließlich am 24. Dezember 1861 mit Pension zur Disposition gestellt.
Für die Dauer des mobilen Verhältnisses während des Deutschen Krieges war Czettritz nach der Besetzung der Stadt durch preußische Truppen ab 28. Juni 1866 Kommandant von Hannover. Von diesem Posten wurde er unter Verleihung des Sterns zum Roten Adlerorden II. Klasse mit Eichenlaub am 28. August 1866 entbunden.
Czettritz war Rechtsritter des Johanniterordens und Inhaber des Russischen Ordens der Heiligen Anna II. Klasse.